# Martanskaja
Martanskaja (ros. Мартанская) – stanica w Rosji, w Kraju Krasnodarskim, w okręgu miejskim Goriaczego Klucza. W 2010 liczyła 1245 mieszkańców.